# دميتري تشيبوتاييف
دميتري تشيبوتاييف (20 يناير 1978 – 6 مايو 2007)، كان مصورًا صحفيًا روسيًا لمجلة نيوزويك (الطبعة الروسية) في موسكو. قُتل تشيبوتاييف البالغ من العمر 29 عامًا عندما أصابت عبوة ناسفة مركبة عسكرية في محافظة ديالى في العراق خلال ما عُرف بـ حملة ديالى. كان في مهمة في بغداد. 

## شخصي
عُرف دميتري تشيبوتاييف بسلوكه المرح. كان شابًا وسيمًا يستمتع بالمخاطرة ومواجهة الخطر. كان اهتمامه الأول في الحياة هو الرياضة؛ ومع ذلك، عانى من مرض في العمود الفقري عندما كان في الرابعة والعشرين من عمره مما أجبره على التخلي عن مهنة في الرياضة. كان تشيبوتاييف يحب التزلج على الجليد وكان أيضًا راكب دراجات. لم يكن متزوجًا، لكن كانت لديه صديقة لمدة 6 سنوات تدعى ناتاليا كولسنيكوفا.

## المسيرة المهنية
بعد التخلي عن مهنة في الرياضة، أصيب دميتري تشيبوتاييف بالاكتئاب. شجعته صديقته، ناتاليا، على أن يصبح مصورًا. اشترى الاثنان كاميرا وطور تشيبوتاييف شغفًا بالتصوير الفوتوغرافي. بدأ العمل الحر لصالح فوتو إكس بريس في عام 2003. بعد عامين، انتقل من وكالة الأنباء الروسية للصور الإخبارية ليصبح مصورًا متعاقدًا مع مجلة نيوزويك، التي كان يعمل لصالحها في وقت وفاته.

## الوفاة
قام دميتري تشيبوتاييف بأول رحلة له إلى العراق في مارس 2007. كان مدمجًا مع الوحدات الأمريكية في بغداد، وكان يخطط للبقاء حتى مايو. اختبر تشيبوتاييف الحرب عن كثب عندما تعرضت الهمفي التي كان يركبها لإطلاق نار من أسلحة خفيفة. لم يصب بأذى رغم ذلك. كان تشيبوتاييف يلتقط صورًا للمدنيين والقوات في الداخل أو في الليل. كان يحاول التقاط تجربة الحرب. في يوم الأحد، 6 مايو، غادر تشيبوتاييف القاعدة مع فصيلة من أربع مركبات عسكرية من نوع سترايكر. أمضى عدة ساعات في مركز الشرطة العراقية مع القوات التي التقطت ضباط شرطة جرحى. لاحظت المروحيات من فوق رجالًا مسلحين عند تقاطع قريب، وعدة مواقع أخرى، يزرعون على ما يبدو عبوة ناسفة على جانب الطريق. غادر تشيبوتاييف والقوات حوالي الظهيرة وبينما كانت المركبة تجوب شارعًا مليئًا بالقمامة، انقلبت المركبة التي تزن 37000 رطل رأسًا على عقب بسبب انفجار هائل. دُمّر الجزء الداخلي أيضًا. قتل الانفجار تشيبوتاييف وستة جنود أمريكيين. في تلك المساء، تم تحميل رفاته على مروحية بلاك هوك ونقل إلى عائلته في روسيا.

## السياق
قُتل دميتري تشيبوتاييف أثناء تغطيته لحملة ديالى.

## التأثير
وفقًا لـ لجنة حماية الصحفيين، مثلت وفاة تشيبوتاييف المرة الأولى التي يُقتل فيها صحفي روسي في حرب العراق.

## ردود الفعل
في بيان صادر عن كوشيرو ماتسورا، الذي كان المدير العام لـ يونسكو، "إن القائمة المروعة للصحفيين والعاملين في وسائل الإعلام الذين ماتوا في العراق تزداد طولًا."